# Подопечная территория Сомали
Подопечная территория Сомали под управлением итальянской администрации (англ. Trust Territory of Somaliland under Italian administration) — Подопечная территория ООН, существовавшая на территории бывшей колонии Итальянское Сомали в 1950—1960 годах.
Во время Второй мировой войны в 1941 году в ходе Восточноафриканской кампании Итальянское Сомали было оккупировано британскими и южноафриканскими войсками, и на этой территории стала действовать британская администрация. В ноябре 1949 года по решению ООН территория была на 10 лет передана под управление Италии, которая должна была подготовить её к независимости. С 1 января 1950 года Италия получила контроль над своей бывшей колонией.
Официальными языками территории были итальянский и сомалийский (с арабским алфавитом). До 21 октября 1954 года официальными флагами были флаг Италии и флаг ООН, в качестве герба также использовался итальянский; с 21 октября 1954 года в официальных целях стали использоваться сомалийский герб, флаг ООН и сомалийский флаг.
1 июля 1960 года Подопечная территория Сомали, и Государство Сомалиленд (бывшее Британское Сомали) объединились в Сомалийскую республику.

## См.также
- Подопечная территория ООН
- Итальянское Сомали
- Колонии Италии
- Италия
- Сомали

## Внешние ссылки
1. http://senato.archivioluce.it/senato-luce/scheda/video/IL5000013562/2/Dalla-Somalia-Visita-del-sottosegretario-Brusasca.html